# Черменика
Черменика или Черменик е висок планински хребет в Централна Албания. Намира се северно от Елбасан и река Шкумбини в горното ѝ течение. Условно, ведно с река Шкумба, отграничава Южна от Северна Албания.
На южните склонове на Черменика, северно от Елбасан, се намира манастирът „Свети Йоан Владимир“, в който се съхраняват мощите на светеца и Самуилов зет. Според дуклянската летопис, Самуил предоставя цялата Драчка земя като зестра на княз Иван Владимир, който е негов васал и съпруг на дъщеря му Теодора Косара.